# Miloslav Jindřich
Miloslav Jindřich (* 9. června 1951) je bývalý notář v Benešově a viceprezident Notářské komory České republiky od jejího vzniku v roce 1993. Publikuje články v časopise Ad Notam a v dalších odborných časopisech. Podílel se na prosazení obnovy soukromého notářství počátkem 90. let 20. století, v letech 1990 až 1992 byl předsedou Sdružení notářů České republiky. Funkce notáře mu zanikla dovršením věku 70 let.
Jako reprezentant notářů  byl v letech 2002 až 2022 členem Legislativní rady vlády České republiky. V roce 2010 získal ocenění Právník roku v oboru občanské právo. Je též držitel medaile Antonína rytíře Randy (2016) a Zlaté medaile Jindřicha z Isernie (2021).

## Publikační činnost
- Jindřich, Mokrý, Wawerka: Notářský řád a předpisy souvisící (1. vydání), Linde, Praha 1994
- Jindřich, Mokrý, Wawerka: Notářský řád a předpisy souvisící (2. vydání), Linde, Praha 1995
- Bílek, Drápal, Jindřich, Wawerka a kol.: Notářský řád a řízení o dědictví – komentář. 1. vydání. Praha: C. H. Beck, 2000
- Bílek, Drápal, Jindřich, Wawerka a kol.: Notářský řád a řízení o dědictví – komentář. 2. vydání. Praha: C. H. Beck, 2001
- Bílek, Drápal, Jindřich, Wawerka a kol.: Notářský řád a řízení o dědictví – komentář. 3. vydání. Praha: C. H. Beck, 2005
- Bílek, Drápal, Jindřich, Wawerka a kol.: Notářský řád a řízení o dědictví – komentář. 4. vydání. Praha: C. H. Beck, 2010
- Bílek, Jindřich, Ryšánek, Bernard a kol.: Notářský řád a řízení o dědictví – komentář. 5. vydání. Praha: C. H. Beck, 2018
- řada článků v odborných časopisech